# Oecomys catherinae
Oecomys catherinae är en gnagare i familjen hamsterartade gnagare som förekommer i östra Sydamerika.

## Utseende
Med en kroppslängd (huvud och bål) av 12 till 14 cm, en svanslängd av 14 till 16,5 cm och en vikt av 47 till 71 g är arten en större medlem i släktet Oecomys. Den har 2,8 till 3,0 cm långa bakfötter och 1,1 till 2,9 cm stora öron. Den tjocka pälsen har på ovansidan en brunorange till kastanjebrun färg som ibland är mer rödaktig. Undersidans päls bildas av hår som är mörkgråa nära roten och vita vid spetsen vad som ger ett ljusgrått utseende. På bröstet och buken kan ljusbruna fläckar förekomma. Gränsen mellan ovansidans pälsfärg och undersidans är ganska tydlig. Den bruna svansen har endast nära bålen en ljusare undersida. Morrhåren kan vara upp till 4,5 cm långa. Arten har en diploid kromosomuppsättning med 60 kromosomer (2n=60).

## Utbredning
Utbredningsområdet ligger i östra Brasilien från delstaten Bahia (enligt IUCN:s karta även till Pará) i norr till södra Santa Catarina. Oecomys catherinae lever främst i galleriskogar i savannlandskapet Cerradon och i landskapet Caatinga. Ibland besöks angränsande urbana områden. Enligt en annan källa har arten även fuktiga skogar som habitat. Undervegetationen utgörs främst av arter från familjerna ärtväxter och gräs. Denna gnagare lever i låglandet och i kulliga områden upp till 770 meter över havet.
Det är nästan inget känt om levnadssättet.

## Status
Skogarnas omvandling till jordbruksmark eller samhällen är ett hot mot beståndet. Oecomys catherinae är fortfarande vanligt förekommande. Den listas av IUCN som livskraftig (LC).